# Raymer
Raymer é uma cidade  localizada no estado americano de Colorado, no Condado de Weld.

## Demografia
Segundo o censo americano de 2000, a sua população era de 91 habitantes.
Em 2006, foi estimada uma população de 91, um aumento de 0 (0.0%).

## Geografia
De acordo com o United States Census Bureau tem uma área de
1,8 km², dos quais 1,8 km² cobertos por terra e 0,0 km² cobertos por água. Raymer localiza-se a aproximadamente 1455 m acima do nível do mar.

## Localidades na vizinhança
O diagrama seguinte representa as localidades num raio de 48 km ao redor de Raymer.